# Neuroplasticitet
Neuroplasticitet refererer til den måde hjernen omdanner sig selv på, når den lærer nye færdigheder gennem erfaringer.
Teorien om neuroplasticitet har overtaget den hidtidige holdning om, at hjernen var et statisk organ, der efter en vis alder ikke kunne ændre sig.
Neuroplasticitet studerer, hvordan hjernen ændrer neurobaner og ud- og afvikler hjerneceller, når hjernen udvikler sig over tid.